# Union du peuple néerlandais
L'Union du peuple néerlandais (en néerlandais : Nederlandse Volks-Unie, abrégé en NVU) est un parti politique néerlandais néonazi fondé en 1971 par Constant Kusters (en).

## Historique
Le parti a été fondé en tant que parti politique en 1971 par Guus Looy dans le but essentiel de réhabiliter les criminels de guerre condamnés de la Seconde Guerre mondiale. En 1973, Roeland Raes, du groupe belge Vlaams Blok, devint vice-président (reflétant le désir des deux parties d'unir les Pays-Bas et la Flandre) et, plus tard cette année-là, Joop Glimmerveen assuma le poste de président. Au cours des années 1970, le parti est devenu de plus en plus militant alors que de jeunes néonazis rejoignaient ses rangs.
Lorsque Glimmerveen a révélé sa sympathie pour Adolf Hitler et Anton Mussert et que le NVU est devenu de plus en plus un parti nazi, le soutien au parti s'est effondré et il a été interdit.
En raison d'une erreur dans la loi, le NVU a réussi à continuer après l'interdiction. Certains membres ont formé le Centrumpartij (CP), qui a ensuite été divisé en Centrum Demokraten (CD) et CP'86. Au milieu des années 1980, le NVU s'est complètement effondré.
En 1996, quelques jeunes néonazis ont demandé à Joop Glimmerveen, alors âgé de 68 ans, de recommencer l’UVN, ce qu’il a fait. En 1998, ils ont tenté de participer aux élections du conseil municipal à La Haye et à Arnhem, mais sans succès. En ce moment, NVU est le parti d'extrême droite le plus actif aux Pays-Bas et reçoit le soutien de l'Aktiefront Nationale Socialisten (ANS), une petite organisation de militants qui prétendent revendiquer leur solidarité avec les Palestiniens et d'autres groupes qu'ils considèrent comme être anti-impérialiste. Le nombre de membres de la NVU est inconnu.

## Résultats électoraux
Le parti s'est présenté aux élections municipales de plusieurs villes en 1974, 1986, 2002, 2006 et 2010 sans obtenir suffisamment de vote pour avoir des élus.